# Sud Ovest (Inghilterra)
Il Sud Ovest (South West in inglese) è una delle nove regioni dell'Inghilterra. Si trova nella parte sud-occidentale del Regno Unito e comprende l'area nota come West Country e gran parte della regione storica del Wessex, escluso l'Hampshire. Confina con le Midlands Occidentali a nord, con il Sud Est a est, con il Canale della Manica a sud e con l'Oceano Atlantico e il Galles a ovest. SW Councils è il coordinamento delle autorità locali.
Dal 1974 fu divisa nelle contee dell'Avon, della Cornovaglia, del Devon, del Dorset, del Gloucestershire, del Somerset e del Wiltshire. Successivamente l'Avon venne abolita e molti distretti si staccarono dalla loro contea originale.
Il Sud Ovest era una delle circoscrizioni usate per le elezioni del Parlamento Europeo. Dal 2004, Gibilterra era da considerarsi parte della regione.
Vi sono controversie sullo status della Cornovaglia all'interno della regione. Benché molti la considerino parte dell'Inghilterra, una significativa minoranza la considera una nazione costitutiva a tutti gli effetti. La maggior parte di questi non chiedono l'indipendenza, ma una devoluzione al di fuori di una regione artificiale "Devonwall"/"Sud Ovest". Una petizione per la creazione di un'assemblea per la Cornovaglia ha raccolto più di 50.000 firme.

## Suddivisioni
La regione copre l'area storica del Wessex (tranne Hampshire e Berkshire), e tutto il regno celtico di Dumnonia comprendente Cornovaglia, Devon e parti di Somerset e Dorset. Dopo il 1974 era suddiviso nelle contee di Avon, Cornovaglia, Devon, Dorset, Gloucestershire, Somerset e Wiltshire. L'Avon è poi stata abolita, creando alcune autorità unitarie.
La regione consiste oggi delle seguenti aree:
| Mappa             | Contea cerimoniale       | Contea non metropolitana / Autorità unitaria                                              | Distretti                       |
| ----------------- | ------------------------ | ----------------------------------------------------------------------------------------- | ------------------------------- |
|                   | Somerset                 | 1. Bath and North East Somerset                                                           | 1. Bath and North East Somerset |
| 2. North Somerset | Somerset                 |                                                                                           |                                 |
| 11. Somerset      | Somerset                 | South Somerset, Taunton Deane, West Somerset, Sedgemoor, Mendip                           |                                 |
| 3. Bristol        |                          |                                                                                           |                                 |
| Gloucestershire   | 4. South Gloucestershire | 4. South Gloucestershire                                                                  |                                 |
| Gloucestershire   | 5. Gloucestershire       | Gloucester, Tewkesbury, Cheltenham, Cotswold, Stroud, Forest of Dean                      |                                 |
| Wiltshire         | 6. Swindon               | 6. Swindon                                                                                |                                 |
| Wiltshire         | 7. Wiltshire             | Salisbury, West Wiltshire, Kennet, North Wiltshire                                        |                                 |
| Dorset            | 8. Dorset                | Weymouth and Portland, West Dorset, North Dorset, Purbeck, East Dorset, Christchurch      |                                 |
| Dorset            | 9. Poole                 |                                                                                           |                                 |
| Dorset            | 10. Bournemouth          |                                                                                           |                                 |
| Devon             | 12. Devon                | Exeter, East Devon, Mid Devon, North Devon, Torridge, West Devon, South Hams, Teignbridge |                                 |
| Devon             | 13. Torbay               |                                                                                           |                                 |
| Devon             | 14. Plymouth             |                                                                                           |                                 |
| Cornovaglia       | Isole Scilly             | Isole Scilly                                                                              |                                 |
| Cornovaglia       | 15. Cornovaglia          | Penwith, Kerrier, Carrick, Restormel, Caradon, North Cornwall                             |                                 |